# Alfons Verbist
Pour les articles homonymes, voir Verbist.
Alphonsus Petrus, dit Alfons, Verbist, né le 15 septembre 1888 à Iteghem et décédé le 24 octobre 1974 à Bonheiden, fut un homme politique belge catholique.

## Biographie
Verbist fut docteur en pédagogie; rédacteur en chef du périodique De Zanger.
Président de la Katholieke Vlaamsche Volkspartij (1936-45), il fut élu conseiller communal (1927-38; 1946) et échevin (1933-38) de Malines, sénateur de l'arrondissement de Malines-Turnhout (1932-39) et député (1939-61).
Il fut ministre de la Famille et de la Santé publique (1947-48) dans le gouvernement Spaak III.

## Sources
- Sa bio sur ODIS

- Ressource relative à la vie publique :   - Parlement flamand
- Ressource relative à plusieurs domaines :   - ODIS
- Notices d'autorité :   - VIAF
  - NUKAT